# Ернст Борис Чейн
Сър Ернст Борис Чейн (на английски: Ernst Boris Chain; член на кралското научно общество) е германско-британски биохимик, носител на Нобелова награда за физиология или медицина за 1945, заедно с Александър Флеминг и Хауърд Флори, „за откритието на пеницилина и терапевтичния му ефект срещу редица болести“.

## Произход и образование (1906 – 1933)
Роден е на 19 юни 1906 година в Берлин, Германия. Баща му е руски евреин, който е напуска родината си, за да учи химия в Берлин, а майка му е от германски произход. Когато е на 14-годишна възраст баща му умира.
През 1930 г. Чейн получава докторска степен по химия от Университета „Фридрих Вилхелм“. След като нацистите идват на власт, Чейн знае, че като евреин за него вече няма да е безопасно в Германия и през 1933 се премества в Англия.

## Научна дейност (1933 – 1945)
В Англия Чейн започва работа в лондонската болница към Университетски колеж Лондон, но там възможностите за изследователска дейност са неудовлетворителни и се мести в Кеймбридж. Започва да работи върху фосфолипиди във Фицуилям Колидж, Кеймбридж, под ръководството на сър Фредерик Хопкинс. През 1935 г. приема работа в Оксфордския университет като преподавател по патология. През това време работи по широк кръг от изследователски теми, включително изследването на отровни змии, туморния метаболизъм, лизозима и биохимичните техники.
През същата 1935 г. Хауърд Флори е назначен за професор в Оксфордския университет. Той е патолог и бактериолог и се опитва да преустрои преподаването и изследователската работа в областта на патологията. За този цел той призовава патолозите експериментатори и химиците да си сътрудничат тясно помежду си. Флори се обръща към Фредерик Хопкинс с молба да му предложи кандидатура за ръководител на биохимичните изследвания в училището по патология „Уилям Дан“ към Оксфордския университет и Хопкинс предлага Чейн.
Една от първите теми, която Флори предлага на Чейн след идването му в Оксфорд, е изследването на антибактериалните вещества, сред които и лизозима, открит от Александър Флеминг през 1922 г. По време на своите изследвания на химическите свойства на лизозима Чейн проучва наличните трудове за естествените противомикробни средства. Сред научните трудове той намира първото описание на пеницилина от Флеминг, публикувано през 1929 г. Флеминг открива пеницилина през 1928 г., но в началото на 30-те години почти спира изследването на веществото, защото е химически неустойчиво и е трудно да бъде произведено в количества, достатъчни за научни изследвания.
По предложение на Чейн Флори издейства от Рокфелеровия фонд субсидии за работа над пеницилина, която започва през 1938 г. Чейн и колегата му Норман Хетли достигат до извода, че пеницилинът не е фермент, а сравнително дребна молекула на органично съединение. Малките размери на молекулата на пеницилина кара изследователите да направят грешните предположения, че ще бъде лесно да разшифроват молекулярната му структура и да го синтезират. Двете предположения се оказват грешни.
Оказва се, че в състава на пеницилина влиза комплекс от реактивни групи (по-късно тази структура е наречена бета-лактам), който преди това никога не е откриван в природата и само в редки случаи се появява в лабораторни условия. Чейн предполага съществуването на подобни структури през 1943 г., но той не е единственият учен, представил подобна гледна точка, а освен това допуска и възможността за структури от друг вид. Едва през 1949 г. въпросът се изяснява благодарение на изследванията по рентгенологична кристалография на Дороти Ходжкин. Оказва се също, че бета-лактамът е труден за синтезиране; макар че синтезът му е осъществен през 1957 г., той си остава скъпоструващ.
По това време Чейн и Флори откриват, че вместо да синтезират пеницилин, могат да го получат в концентриран вид с помощта на новата методика лиофилизация, при която пеницилиновият разтвор отначало се замразява, след това наличната вода се сублимира в газообразно състояние и се кондензира при много ниска температура. Особена роля за разработването и конструирането на лабораторното оборудване изиграва Норман Хетли. Към май 1940 г. Чейн и Флори получават непречистен пеницилин в количества, достатъчни да се изпробва ефектът му върху мишки с инфекциозни заболявания, които обикновено водят до летален изход. Резултатите показват терапевтичната ценност на пеницилина при лекуването на разпространени инфекции. На следващата година Флори започва първите клинични изпитания на пеницилина.
За изследванията си на пеницилина Чейн, Флори и Флеминг получават Нобелова награда през 1945 г.

## Следващи години (1945 – 1979)
Към края на Втората световна война Чейн научава, че майка му и сестра му са загинали във войната. След войната приема предложението на изследователския център по химическа микробиология към Италианския държавен институт да оглави първия международен център за изследване на антибиотиците. През 1948 г., преди да замине за Рим, Чейн се жени за Ана Белоф, която работи като биохимик в Оксфордския университет. Семейството има двама сина и една дъщеря. Връща се във Великобритания през 1964 г. като ръководител на отдела по биохимия в Имперски колеж Лондон.
На по-късен етап от живота му еврейската му идентичност става все по-важна за него. Той става член на борда на управителите на Вайцман институт на науките в Реховот през 1954 г., а по-късно и член на изпълнителния съвет. Неговите възгледи са изразени най-ясно в речта му „Защо съм евреин“, изнесена на конференция на Световния еврейски конгрес на интелектуалците през 1965 г.
Чейн е посветен в рицарско звание през 1969 г. След пенсионирането си през 1973 г. се оттегля в западната част на Ирландия. Умира на 12 август 1979 година в Касълбар, графство Мейо, на 73-годишна възраст.